# Hệ động vật châu Phi

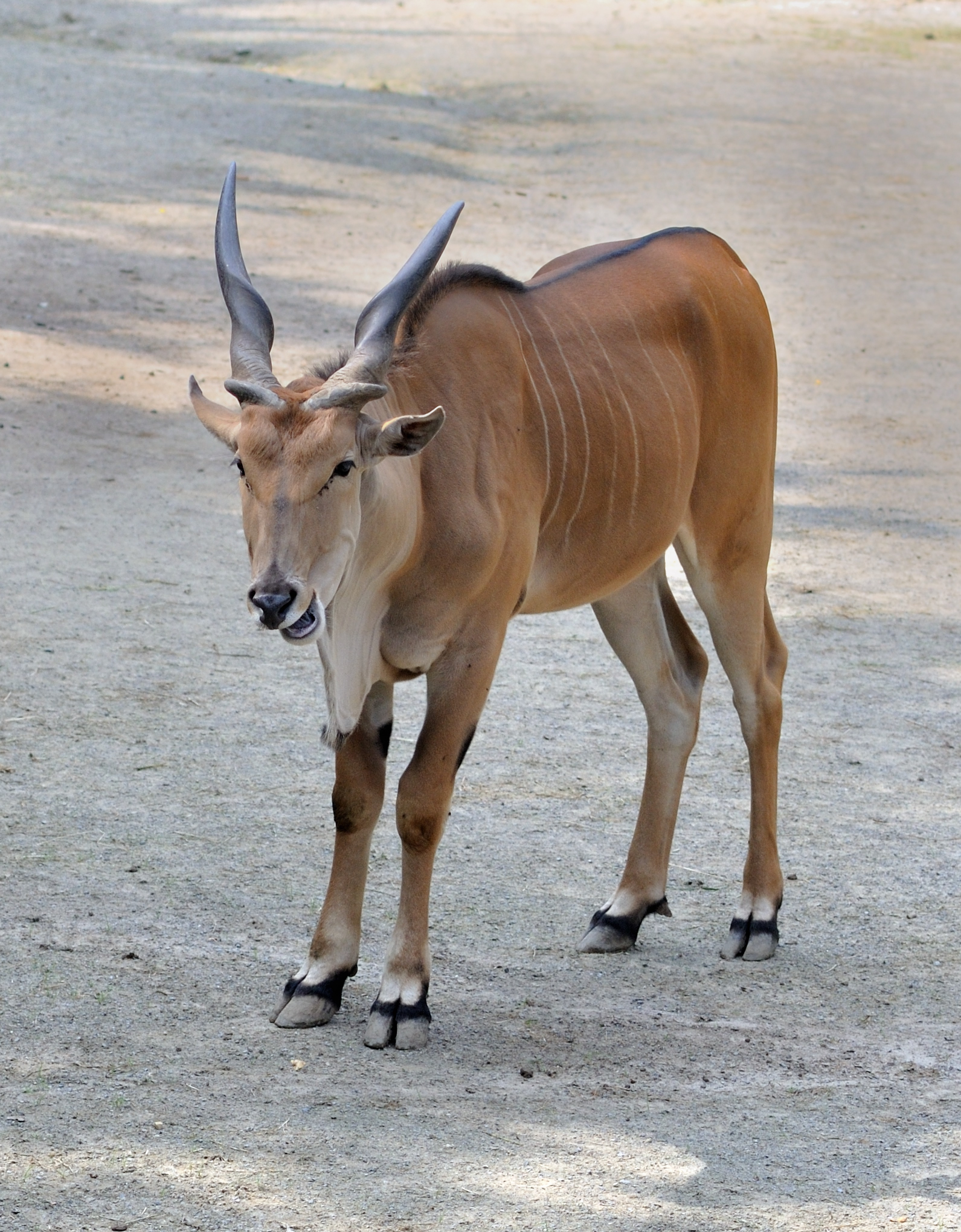
Linh dương Eland (Taurotragus oryx), loài đặc hữu của thảo nguyên châu Phi

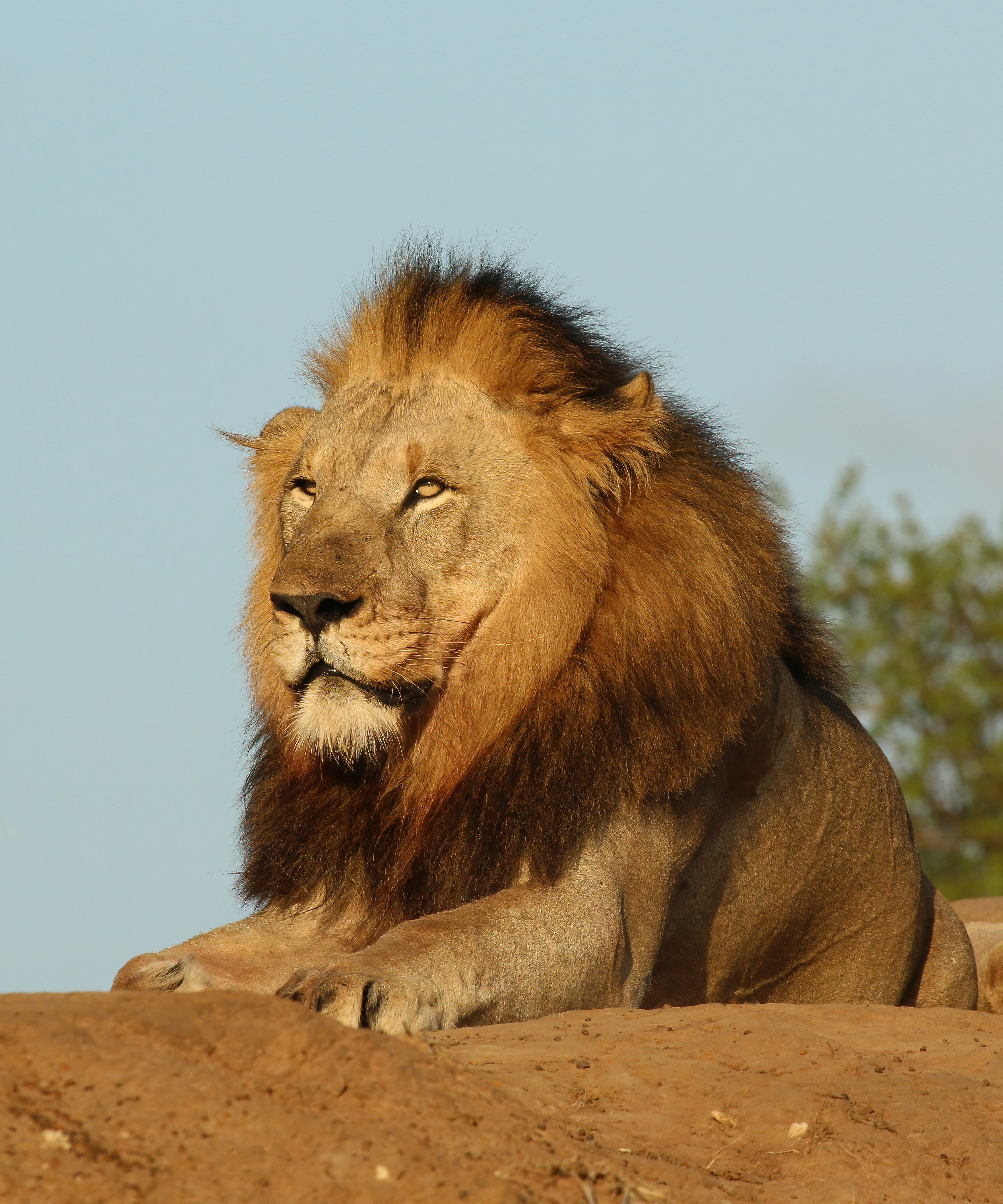
Sư tử châu Phi, vị vua của thảo nguyên châu Phi và là sinh vật biểu tượng của lục địa này

Hệ động vật của châu Phi theo nghĩa rộng là tất cả các loài động vật sống ở châu Phi và các vùng biển và hải đảo xung quanh. Hệ động vật châu Phi đặc trưng hơn được tìm thấy ở khu vực Afrotropical hay còn gọi là châu Phi nhiệt đới. Nằm gần như hoàn toàn trong vùng nhiệt đới, đồng đều về phía bắc và nam của đường xích đạo tạo điều kiện thuận lợi cho các loài động vật hoang dã hiện diện một cách phong phú và đa dạng. Châu Phi là quê hương của nhiều loài động vật nổi tiếng nhất thế giới trong nền văn hóa nhân loại như sư tử, tê giác, báo gêpa, hươu cao cổ, hà mã, báo hoa mai, ngựa vằn, voi châu Phi, khỉ đột, tinh tinh và nhiều loài khác là những động vật đặc trưng cho vùng đồng cỏ khô (Xavan) của châu Phi. Động vật châu Phi là nguồn cảm hứng cho các tác phẩm văn học, điện ảnh như Xa mãi châu Phi, Tarzan...

### Các loài thú

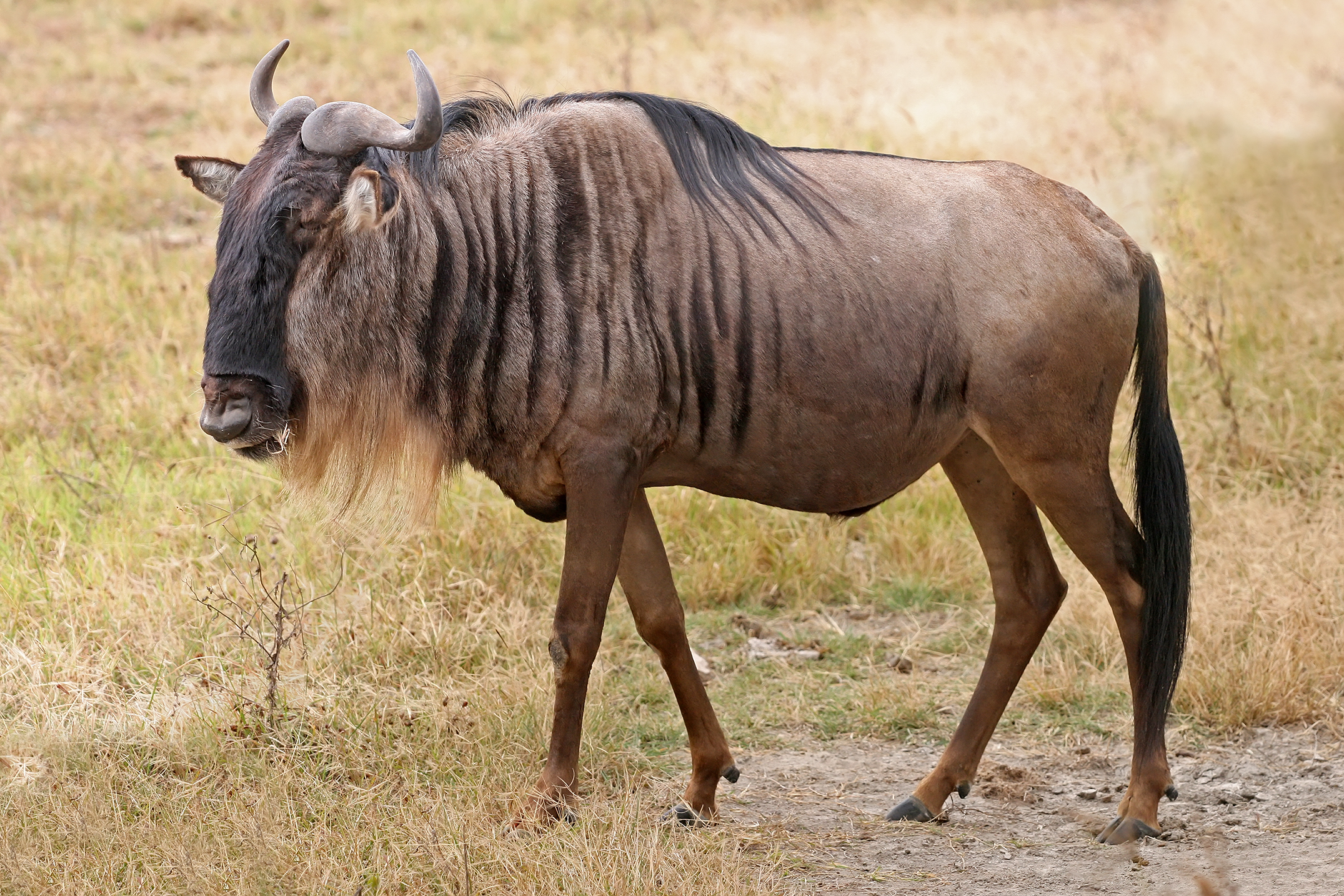
Linh dương đầu bò, loài thú chỉ phân bố ở châu Phi

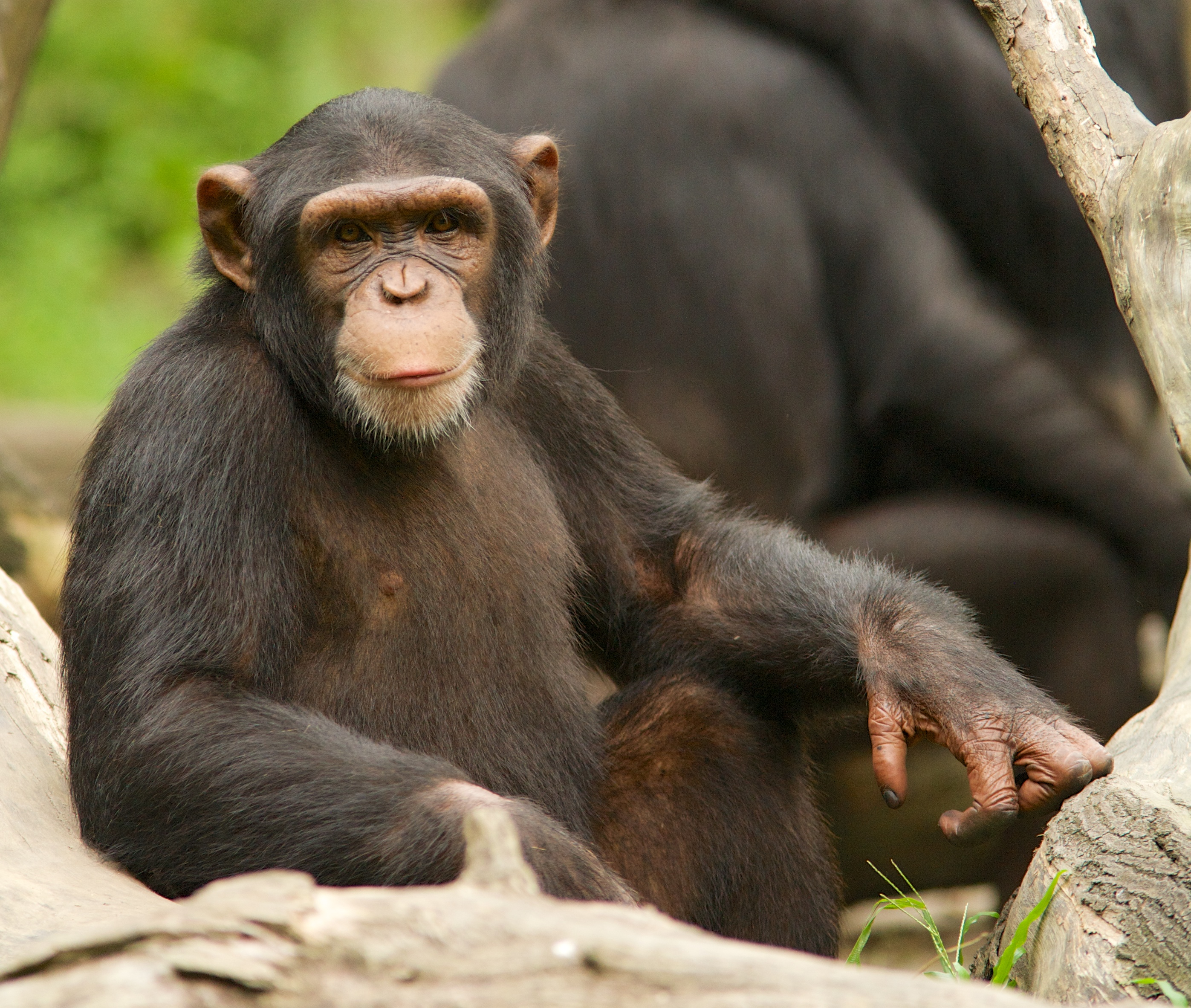
Hắc tinh tinh, người họ hàng của con người phân bố ở châu Phi

### Khu hệ chim

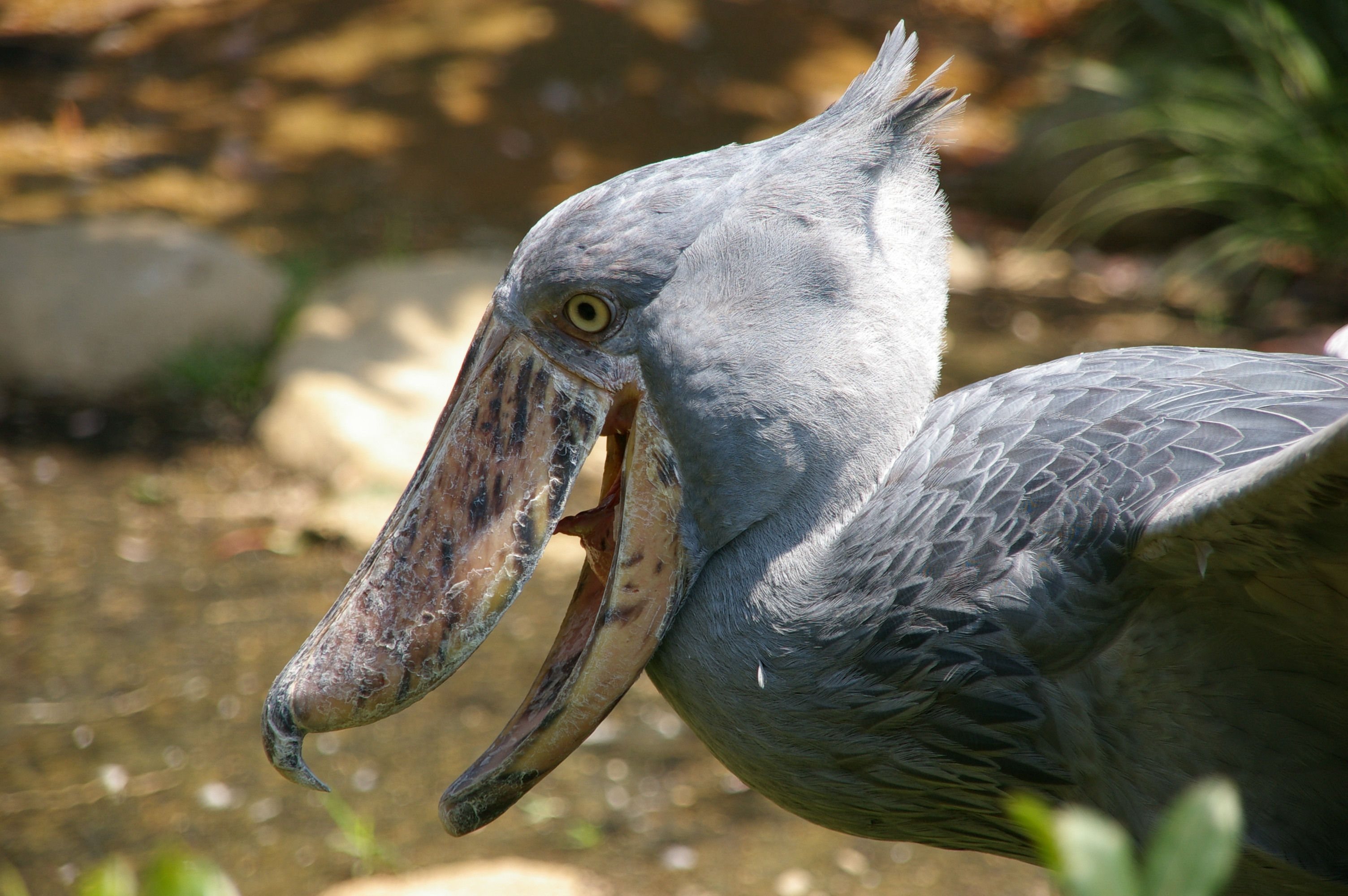
Cò mỏ giày, loài chim điển hình ở Phi châu

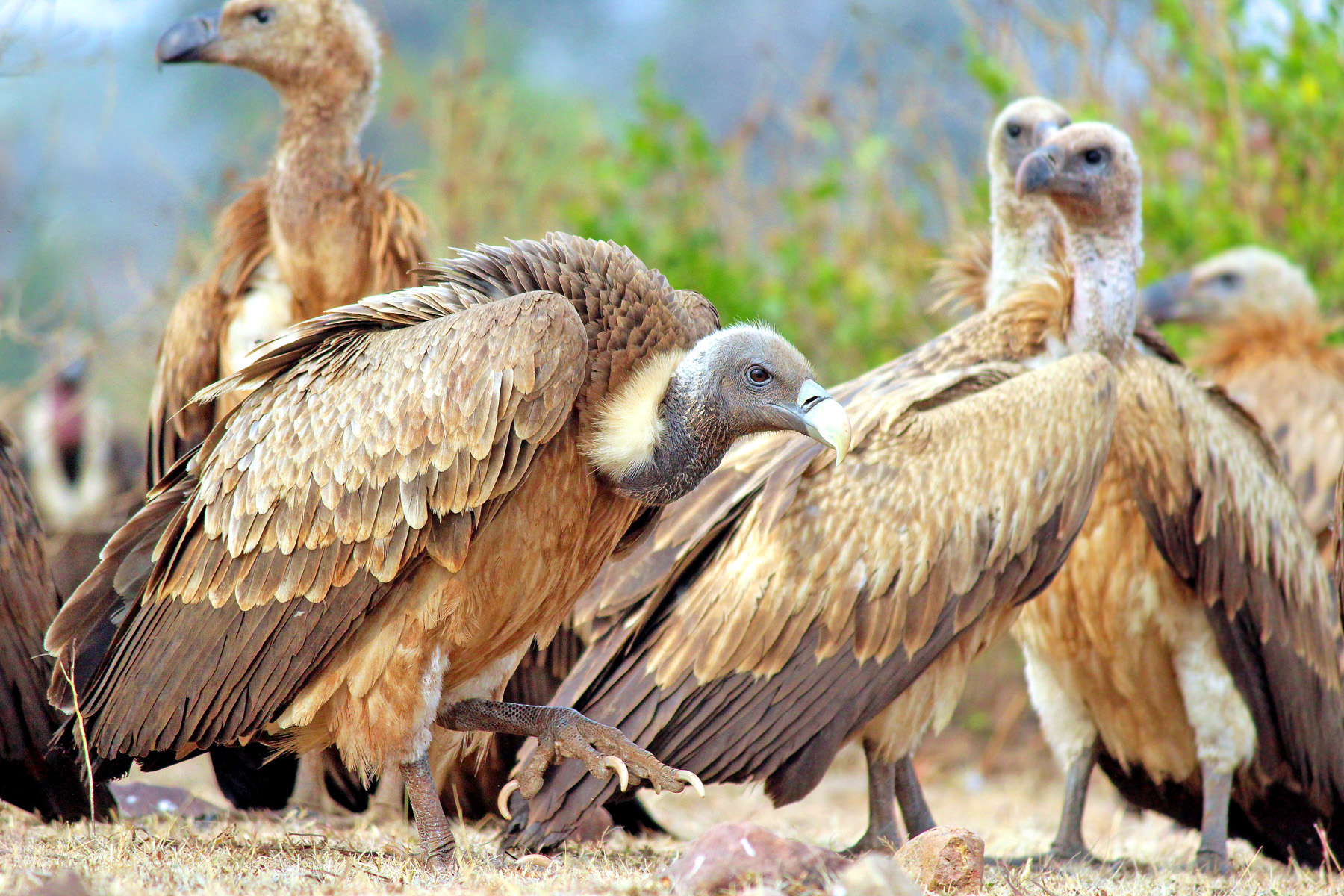
Kền kền, kỹ sư sinh thái chuyên dọn dẹp xác chết trên thảo nguyên châu Phi

### Loài bò sát

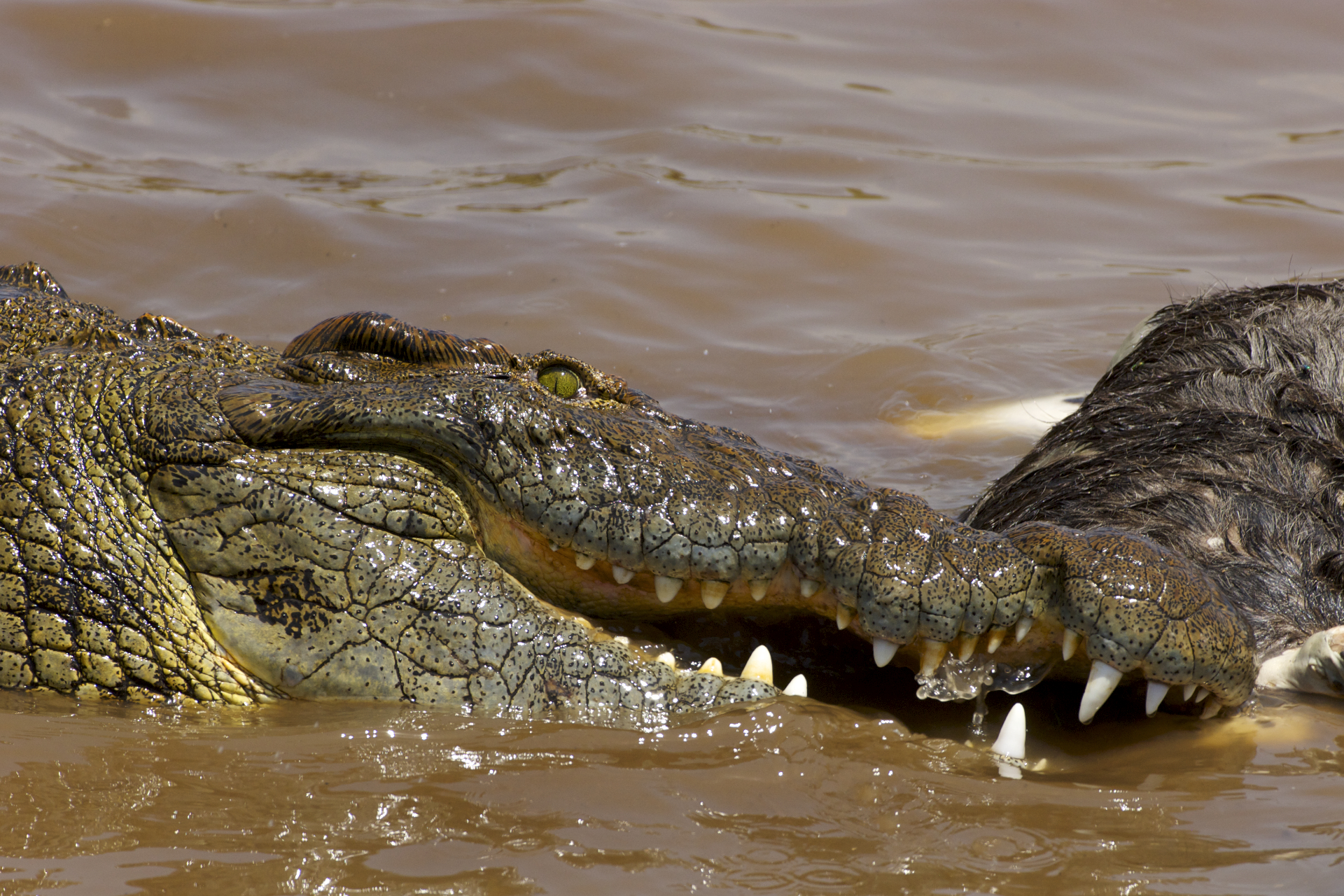
Cá sấu sông Nin, hung thần thủy quái của các con sông châu Phi

### Khu hệ cá

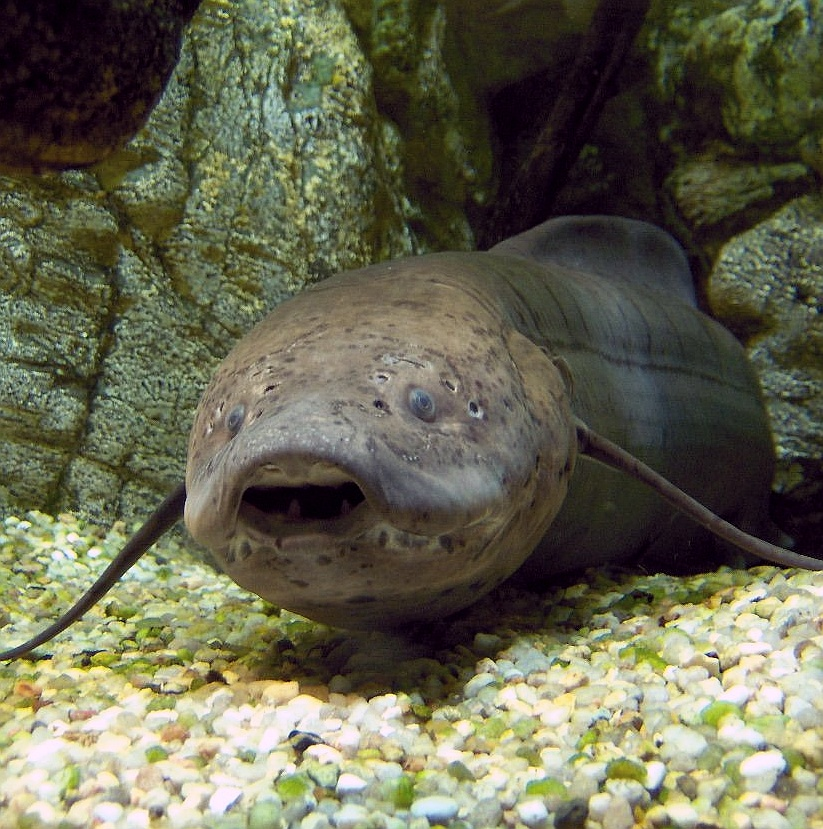
Cá phổi châu Phi, loài cá thở bằng phổi

### Loài không xương

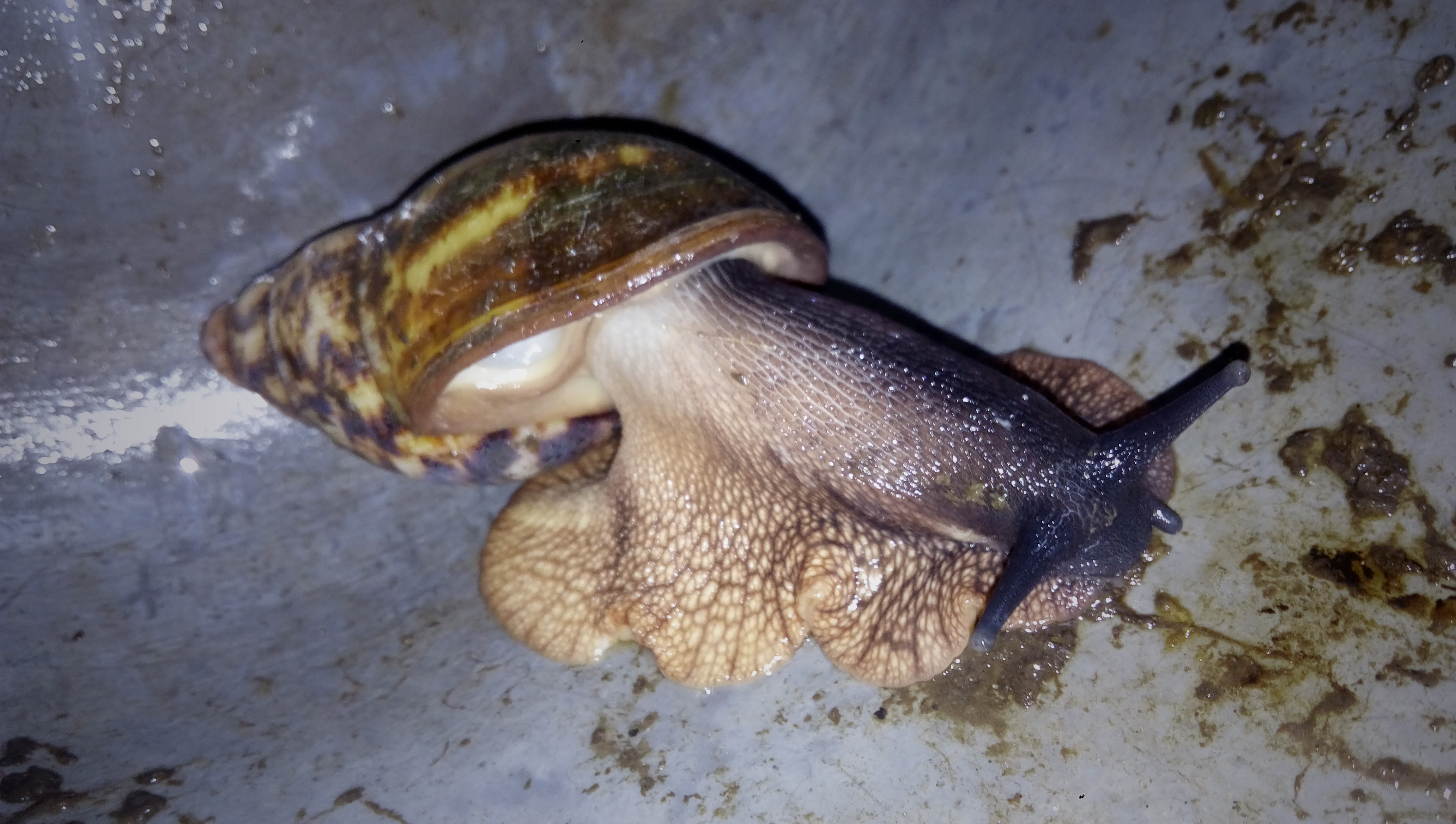
Ốc sên khổng lồ châu Phi

### Côn trùng

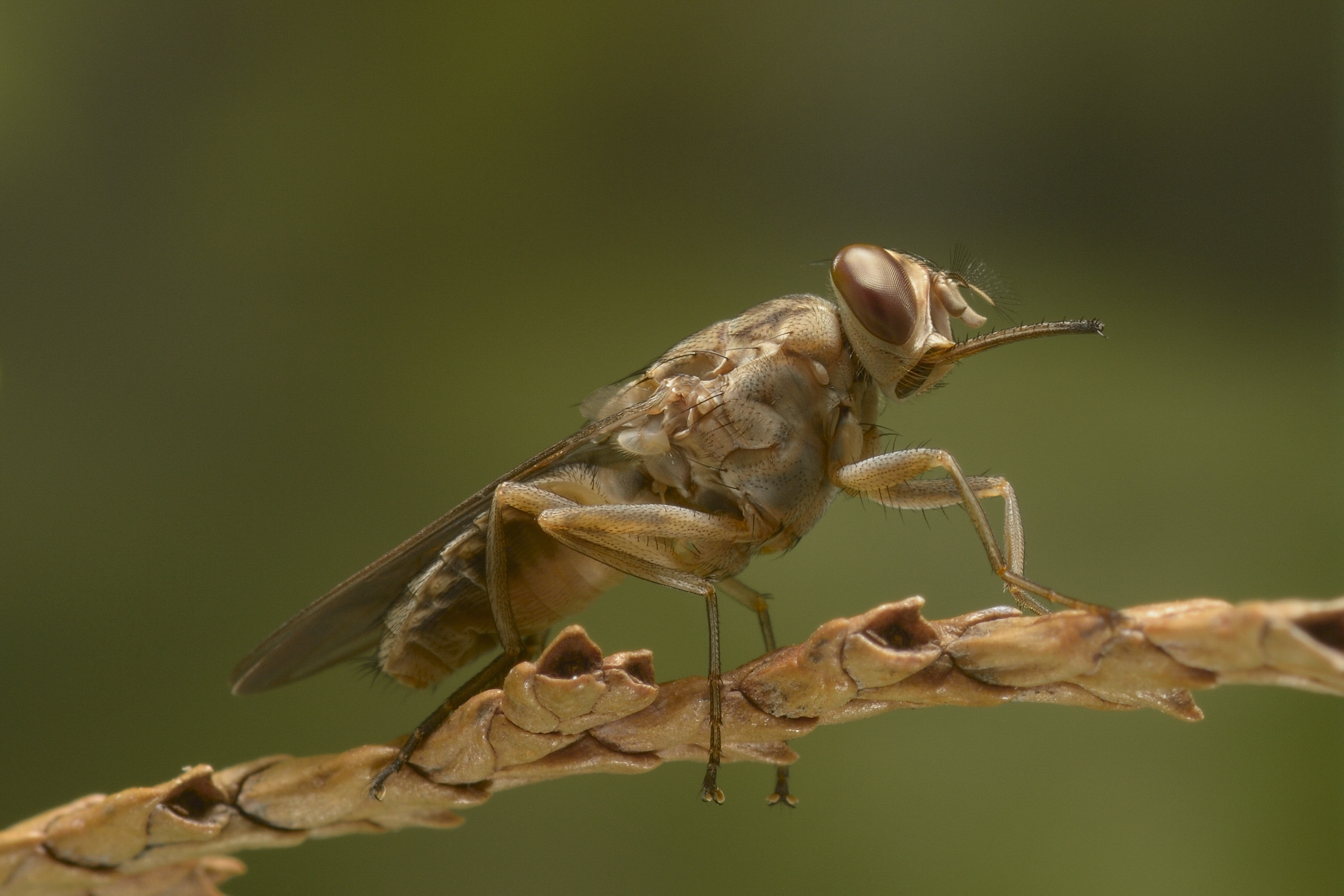
Ruồi xê xê, loài côn trùng truyền bệnh ở châu Phi